# Szerzői Jogi Szakértő Testület
A Szerzői Jogi Szakértő Testület a Kormány által létrehozott testület, (a továbbiakban: Szakértő Testület), amely szerzői jogi jogvitás ügyekben szakértői véleményt ad bírósági vagy hatósági megkeresés, vagy megbízás alapján.

## Története
A  Szerzői Jogi Szakértői Testületet a szerzői jogról szóló 1969. évi III. törvény 55. §-a hozta létre.(55. § (1) bek.: Szerzői jogvitás ügyben felmerülő szakkérdésben a bíróságok és más hatóságok szakvéleményt kérhetnek a művelődésügyi miniszter felügyelete alá tartozó  szakértő testülettől. 55. § (2) bek. : A testület szervezetét és működését - az igazságügyminiszterrel (sic!)  egyetértésben  - a művelődésügyi miniszter szabályozza.) A Testület ügyvitelét a Szerzői Jogvédő Hivatal látta el. A művelődésügyi miniszter 1970 170 szakértőt jelölt ki a Szakértői Testület tagjául, akik különböző művészeti és tudományos területen működő személyek (írók, zeneszerzők, tudósok, filmszakemberek stb.), másrészt a szerzői joggal foglalkozó elméleti és gyakorlati szakemberek közül.

## Szerzői jogvitás ügy
A 156/1999. (XI. 3.) Korm. rendelet alkalmazásában szerzői jogi jogvitás ügy a szerzői jogi törvényben (Szjt.) szabályozott szerzői, szomszédos és adatbázis-előállítói jogok érvényesítésével összefüggő bármely jogvita.  E rendelet alkalmazásában a felhasználási jog gyakorlásával kapcsolatos kérdésnek számít az Szjt.-ben szabályozott vagyoni jog gyakorlásával kapcsolatos kérdés.

## A Szakértő Testület tagjai és tisztségviselői
A Szakértő Testület tagjainak kinevezésére a Szellemi Tulajdon Nemzeti Hivatala (SzTNH)  elnöke tesz javaslatot az igazságügyért felelős miniszternek. A javaslat összeállításához véleményt kér az érintett szakmai és érdekképviseleti szervezetektől, valamint a közös jogkezelő szervezetektől. A Szakértő Testület tagjának szerzői jogi szakértelemmel vagy az Szjt.-ben szabályozott alkotói, előadóművészi és egyéb tevékenységi területeken szakismerettel rendelkező személy jelölhető. A Szakértő Testület létszáma legfeljebb 200 fő lehet. AZ SZTNH elnöke -, ha az a Szakértő Testület működőképességének megőrzéséhez szükséges - az Szjt. 101. §-ának (1) bekezdésében előírt ötéves időtartam lejártát megelőzően is javasolhatja újabb testületi tagok kinevezését. A Szakértő Testület elnökét és elnökségét az igazságügyért felelős miniszter - a kultúráért felelős miniszterrel egyetértésben - az SZTNH elnökének javaslatára nevezi ki a Szakértő Testület tagjai közül. Az elnök és az elnökség kinevezése ötéves időtartamra szól. Az elnökség tizenöt tagból áll; a Szakértő Testület elnöke hivatalból tagja az elnökségnek. A Szakértő Testület titkárát az SZTNH elnöke bízza meg a Szakértő Testület elnökével egyetértésben.

## A Szakértő Testület eljárása
A Szakértő Testület nevében a szakértői véleményt a - (2) bekezdésben foglalt kivétellel - a Szakértő Testület elnöke által az ügy természetének megfelelően kijelölt tagokból álló, három- vagy öttagú szakértői tanács (eljáró tanács) alakítja ki szótöbbséggel. Az ügy előadóját és - a jogi szakvizsgával rendelkező testületi tagok közül - az eljáró tanács elnökét szintén a Szakértő Testület elnöke jelöli ki. A Szakértő Testület nevében a szakértői véleményt a Szakértő Testület elnöke által, az ügy természetének megfelelően kijelölt szakértő (a továbbiakban egyesszakértő) is kialakíthatja. Egyesszakértő jelölhető ki különösen, ha az ügy megítélése egyszerű, és a kirendelésben vagy megbízásban feltett kérdések megválaszolásához a Szakértő Testület egyetlen tagja teljes körben megfelelő szakértelemmel rendelkezik. Az egyesszakértő eljárására az eljáró tanácsra vonatkozó szabályokat kell alkalmazni az (1) bekezdés kivételével.Ha a szakértői vélemény kialakításához olyan különleges szakismeretre is szükség van, amellyel a Szakértő Testület tagjai nem rendelkeznek, tanácskozási joggal külső szakértő közreműködése is igénybe vehető. A Szakértő Testület véleményének kialakításában nem vehet részt olyan személy, akivel szemben a Polgári Perrendtartás 178. §-a (1) bekezdésében meghatározott kizáró ok áll fenn. A Szakértő Testület elnöke hivatalból biztosítja, hogy kizárt szakértő ne vegyen részt a szakértői vélemény kialakításában.
A Szakértő Testülethez érkező bírósági vagy hatósági megkereséseket, illetve megbízásokat - a titkár által történő előkészítést követően - a Szakértő Testület elnöke fogadja el és igazolja vissza. Bíróság vagy hatóság megkeresése esetén a szakértői vélemény elkészítéséért alapdíj, és ha az ügyben egynél több tanácsülés tartása szükséges, további ülésenként pótdíj számítható fel. E rendelet melléklete határozza meg az alapdíj és a pótdíj mértékét. A külső szakértő közreműködésének díja megegyezik az eljáró tanács előadó tagjának díjával.
A Szakértő Testület nevében az eljáró tanács a feltett kérdések és a benyújtott iratok alapján alakítja ki a szakértői véleményt, a tények megállapítására nem végez külön bizonyítást, nem tart helyszíni szemlét és nem idézhető. Szükség esetén azonban további adatok szolgáltatását kérheti a megkereső bíróságtól vagy hatóságtól, illetve a megbízótól.
Az eljáró tanács zárt ülésen alakítja ki a szakértői véleményt. Az ülésről jegyzőkönyv készül, amelyet a jegyzőkönyvvezető és az eljáró tanács elnöke ír alá.
Az eljáró tanács elnökének felterjesztésére a Szakértő Testület írásba foglalt szakértői véleményét és a rendelkezésre bocsátott iratokat a Szakértő Testület elnöke megküldi a megkereső bíróságnak vagy hatóságnak, illetve a megbízónak.
Az eljáró tanács tagjai független szakértőként járnak el. A szakértői vélemény tartalmát illetően nem kérhetnek és nem fogadhatnak el utasításokat sem a Szakértő Testület elnökétől, elnökségétől, sem más személytől. Ha azonban a Szakértő Testület elnöke megállapítja, hogy az eljáró tanács nem válaszolt a megkereső bíróság vagy más hatóság, illetve a megbízó által feltett bármely olyan kérdésre, amelyre vonatkozóan a szakértői vélemény megadása a Szakértő Testület hatáskörébe tartozik, a szakértői vélemény kiegészítésére kérheti az eljáró tanácsot.
A szakértői vélemény elkészítéséért az eljáró tanács tagjait, az egyesszakértőt és a 6. § (3) bekezdése szerint igénybe vett külső szakértőt díjazás illeti meg.

## Az Elnökség tagjai 2014 és 2020 között
A testületi tagság a 2015. július 15. – 2020. július 15. közötti időszakra érvényes.

### A Szerzői Jogi Szakértő Testület elnöksége[20]
- dr. Győri Erzsébet, elnök
- dr. Sár Csaba, általános elnökhelyettes
- id. dr. Ficsor Mihály, tiszteletbeli elnök
- dr. Berki Ádám
- dr. Dominek Dalma
- dr. Gyertyánfy Péter
- dr. Kiss Zoltán
- dr. Kricsfalvi Anita
- M. Nagy Miklós
- dr. Mlinarics József
- dr. Munkácsi Péter
- dr. Szinger András
- Szűts László
- dr. Taba Miklós
- dr. Tomori Pál